# Jackie Edwards (vận động viên)
Jacqueline Lois Elizabeth Edwards (sinh ngày 14 tháng 4 năm 1971 tại Falmouth, Trelawny Parish) là một người nhảy xa Bahamas, người sinh ra ở Jamaica.

## Sự nghiệp
Edwards theo học tại trường trung học Queen's College ở Nassau, Bahamas và tốt nghiệp vào năm 1987. Cô tốt nghiệp Đại học Stanford năm 1992. Tại Stanford, Jackie là một vận động viên nhảy dài và ba người Mỹ (1992). Edwards cũng là một vận động viên chạy nước rút 100, 200 và 4 x 100. Edwards giữ các kỷ lục Stanford ngoài trời cho môn nhảy xa (6,70m, 1991) và nhảy ba lần (13,22m, 1992) trong khi cùng với, Rhonda Oliver, Alysia Hubbard và Chryste Gaines, Edwards giữ kỷ lục tiếp sức 4 x 100 của Stanford s (1991).
Bước nhảy tốt nhất của cá nhân Edwards là 6,80 mét, đạt được vào tháng 6 năm 1996 tại San Jose.

## Giải đấu quốc tế
| Năm                      | Giải đấu                                                   | Địa điểm                           | Thứ hạng                 | Nội dung                 | Chú thích                |
| Representing the Bahamas | Representing the Bahamas                                   | Representing the Bahamas           | Representing the Bahamas | Representing the Bahamas | Representing the Bahamas |
| ------------------------ | ---------------------------------------------------------- | ---------------------------------- | ------------------------ | ------------------------ | ------------------------ |
| 1984                     | CARIFTA Games (U-17)                                       | Nassau, Bahamas                    | 2nd                      | Long jump                | 5.41 m                   |
| 1984                     | Central American and Caribbean Junior Championships (U-17) | San Juan, Puerto Rico              | 7th                      | 100 m                    | 12.70 w (3.5 m/s)        |
| 1984                     | Central American and Caribbean Junior Championships (U-17) | San Juan, Puerto Rico              | 4th                      | Long jump                | 5.35 m                   |
| 1986                     | CARIFTA Games (U-17)                                       | Les Abymes, Guadeloupe             | 1st                      | Long jump                | 5.76 m                   |
| 1986                     | Central American and Caribbean Junior Championships (U-17) | Mexico City, México                | 4th                      | 100 m                    | 12.39                    |
| 1986                     | Central American and Caribbean Junior Championships (U-17) | Mexico City, México                | 4th                      | 200 m                    | 25.65                    |
| 1986                     | Central American and Caribbean Junior Championships (U-17) | Mexico City, México                | 2nd                      | Long jump                | 5.96 m                   |
| 1987                     | CARIFTA Games (U-17)                                       | Port of Spain, Trinidad và Tobago  | 3rd                      | 100 m                    | 12.24                    |
| 1987                     | CARIFTA Games (U-17)                                       | Port of Spain, Trinidad và Tobago  | 1st                      | Long jump                | 6.14 m                   |
| 1988                     | Central American and Caribbean Junior Championships (U-20) | Nassau, Bahamas                    | 1st                      | Long jump                | 6.20 m                   |
| 1988                     | Central American and Caribbean Junior Championships (U-20) | Nassau, Bahamas                    | 2nd                      | 4 × 100 m relay          | 46.77                    |
| 1991                     | World Championships                                        | Tokyo, Nhật Bản                    | 10th                     | Long jump                | 6.37 m (0.3 m/s)         |
| 1991                     | NCAA Division I Outdoor Track and Field Championships      | Eugene, Oregon                     | 2nd                      | Long jump                | 6.62 m                   |
| 1992                     | Pac-10 Conference                                          | Eugene, Oregon                     | 1st                      | Long jump                | 6.61 m (wind: +1.6 m/s)  |
| 1992                     | NCAA Division I Outdoor Track and Field Championships      | Austin, Texas                      | 1st                      | Long jump                | 6.59 m                   |
| 1992                     | NCAA Division I Indoor Track and Field Championships       | Indianapolis, Indiana              | 1st                      | Long jump                | 6.62 m                   |
| 1993                     | World Indoor Championships                                 | Toronto, Canada                    | 16th (q)                 | Long jump                | 6.16 m                   |
| 1993                     | World Championships                                        | Stuttgart, Đức                     | 18th (q)                 | Long jump                | 6.33 m (0.3 m/s)         |
| 1994                     | Commonwealth Games                                         | Victoria, Canada                   | 4th                      | Long jump                | 6.68 m                   |
| 1995                     | Pan American Games                                         | Mar del Plata, Argentina           | 3rd                      | Long jump                | 6.50 m                   |
| 1995                     | World Championships                                        | Gothenburg, Thụy Điển              | 10th (q)                 | Long jump                | 6.59 m (-0.1 m/s)        |
| 1996                     | Olympic Games                                              | Atlanta, Hoa Kỳ                    | 15th (q)                 | Long jump                | 6.55 m (0.6 m/s)         |
| 1997                     | World Indoor Championships                                 | Paris, Pháp                        | 10th                     | Long jump                | 6.47 m                   |
| 1997                     | Central American and Caribbean Championships               | San Juan, Puerto Rico              | 2nd                      | Long jump                | 6.52 m                   |
| 1997                     | World Championships                                        | Athens, Hy Lạp                     | 24th (q)                 | Long jump                | 6.38 m (-0.6 m/s)        |
| 1997                     | World Championships                                        | Athens, Hy Lạp                     | 29th (q)                 | Triple jump              | 13.39 m (-0.4 m/s)       |
| 1998                     | Central American and Caribbean Games                       | Maracaibo, Venezuela               | 2nd                      | Long jump                | 6.50 m                   |
| 1998                     | Commonwealth Games                                         | Kuala Lumpur, Malaysia             | 2nd                      | Long jump                | 6.59 m                   |
| 1999                     | Central American and Caribbean Championships               | Bridgetown, Barbados               | 2nd                      | Long jump                | 6.38 m                   |
| 1999                     | Pan American Games                                         | Winnipeg, Canada                   | 7th                      | Long jump                | 6.20 m                   |
| 1999                     | World Championships                                        | Seville, Tây Ban Nha               | 28th (q)                 | Long jump                | 6.23 m (-0.5 m/s)        |
| 2000                     | Olympic Games                                              | Sydney, Australia                  | 6th                      | Long jump                | 6.59 m                   |
| 2001                     | World Championships                                        | Edmonton, Canada                   | 16th (q)                 | Long jump                | 6.42 m (-0.3 m/s)        |
| 2002                     | Commonwealth Games                                         | Manchester, United Kingdom         | 7th                      | Long jump                | 6.19 m                   |
| 2003                     | Central American and Caribbean Championships               | St. George's, Grenada              | 2nd                      | Long jump                | 6.63 m w                 |
| 2003                     | Pan American Games                                         | Santo Domingo, Cộng hòa Dominicana | 2nd                      | Long jump                | 6.41 m                   |
| 2003                     | World Championships                                        | Paris, Pháp                        | 19th (q)                 | Long jump                | 6.34 m (0.4 m/s)         |
| 2004                     | World Indoor Championships                                 | Budapest, Hungary                  | 19th (q)                 | Long jump                | 6.39 m                   |
| 2004                     | Olympic Games                                              | Athens, Hy Lạp                     | 14th (q)                 | Long jump                | 6.53 m (0.2 m/s)         |
| 2005                     | Central American and Caribbean Championships               | Nassau, Bahamas                    | 3rd                      | Long jump                | 6.71 m w (3.5 m/s)       |
| 2005                     | World Championships                                        | Helsinki, Phần Lan                 | 9th                      | Long jump                | 6.42 m w (2.9 m/s)       |
| 2006                     | World Indoor Championships                                 | Moscow, Russia                     | 9th (q)                  | Long jump                | 6.45 m                   |
| 2006                     | Commonwealth Games                                         | Melbourne, Australia               | 8th                      | Long jump                | 6.46 m                   |
| 2007                     | 2007 Pan American Games                                    | Rio de Janeiro, Brazil             | 6th                      | Long jump                | 6.37 m                   |
| 2007                     | World Championships                                        | Osaka, Nhật Bản                    | 27th (q)                 | Long jump                | 6.29 m (0.5 m/s)         |
| 2008                     | Central American and Caribbean Championships               | Cali, Colombia                     | 5th                      | Long jump                | 6.28 m                   |
| 2008                     | Olympic Games                                              | Beijing, China                     | –                        | Long jump                | NM                       |